# Accordo sulla Gestione e Distribuzione del Plutonio
L'Accordo sulla Gestione e Distribuzione del Plutonio (in inglese 2000 Plutonium Management and Disposition Agreement, anche PMDA) è un accordo bilaterale firmato nel 2000 dagli Stati Uniti e dalla Russia sulla gestione del plutonio.
Il trattato regola l'uso del plutonio limitandolo al solo scopo difensivo, in considerazione del venire meno della corsa agli armamenti avvenuta durante la Guerra Fredda. Ogni paese può mantenere al massimo 34 tonnellate di materiale, mentre il restante è da convertirsi in combustibile ossido misto (MOX) ed eliminato.
L'accordo è stato emendato nel 2010. Il 3 ottobre 2016 il presidente russo Vladimir Putin ha decretato l'annullamento dell'accordo bilaterale, motivando questa scelta con alcune attività ostili degli Stati Uniti